# Loco de amor (álbum)
Loco de amor es el nombre del sexto álbum de estudio del cantautor colombiano Juanes. Fue lanzado al mercado por Universal Music Latino el 11 de marzo de 2014. El disco fue producido por Steve Lillywhite, Primer Productor De U2 con la colaboración de Emmanuel del Real.
El primer sencillo del álbum, «La luz», fue lanzado el 16 de diciembre de 2013 a través de descarga digital, junto al video por el canal VEVO el 16 de diciembre del mismo año. El sencillo recibió comentarios tanto positivos como negativos por parte del público. El segundo sencillo titulado «Mil Pedazos», fue lanzado el 3 de marzo de 2014. 
El 21 de octubre de 2014, se estrenó «Loco de amor (la historia)», un cortometraje de 16 minutos, realizado por Juanes y dirigido por  Kacho López. El video incluye los temas: «Loco de amor», «Una Flor», «Delirio» y «Me enamoré de ti».

## Antecedentes
El disco está constituido por once canciones compuestas por Juanes de la cual se dio a conocer el primer sencillo llamado «La luz» el cual llegó a ser número uno en Colombia, Argentina y otros países de Latinoamérica.

## Lista de canciones
- Edición estándar[6]

| Loco de amor |                       |                           |          |  |
| N.º          | Título                | Escritor(es)              | Duración |  |
| 1.           | «Mil pedazos»         | Juanes, Emmanuel del Real | 3:11     |  |
| 2.           | «Loco de amor»        | Juanes, Raquel Borges     | 3:20     |  |
| 3.           | «La luz»              | Juanes                    | 2:57     |  |
| 4.           | «La verdad»           | Juanes, Del Real          | 3:03     |  |
| 5.           | «Una flor»            | Juanes, Fernando Tobón    | 3:47     |  |
| 6.           | «Delirio»             | Juanes                    | 4:11     |  |
| 7.           | «Laberinto»           | Juanes, Miguel Bosé       | 3:24     |  |
| 8.           | «Persiguiendo el sol» | Juanes, Bosé              | 3:43     |  |
| 9.           | «Corazón invisible»   | Juanes, Bosé              | 3:20     |  |
| 10.          | «Me enamoré de ti»    | Juanes, Bosé              | 4:24     |  |
| 11.          | «Radio Elvis»         | Juanes                    | 3:12     |  |

## Remezclas
Una Flor (feat. Nicky Jam) - 2:50

## Posiciones en listas
| Listas (2014)                       | Mejor posición |
| ----------------------------------- | -------------- |
| Argentina (CAPIF)                   | 8              |
| Colombia Colombian Albums (ASINCOL) | 1              |
| Ecuador Ecuadorian Albums (IFPI)    | 1              |
| Grecia (IFPI)                       | 24             |
| México Mexican Albums (AMPROFON)    | 3              |
| España (PROMUSICAE)                 | 43             |
| Suiza (Schweizer Hitparade)         | 75             |
| Estados Unidos (Billboard 200)      | 36             |
| Estados Unidos (Top Latin Albums)   | 2              |
| Estados Unidos (Latin Pop Albums)   | 1              |